# Сант'Еуплео (Месина)
Сант'Еуплео је насеље у Италији у округу Месина, региону Сицилија.
Према процени из 2011. у насељу је живело 33 становника. Насеље се налази на надморској висини од 345 м.